# Schiever
Schiever (anciens établissements Georges Schiever et Fils) est une entreprise française de la grande distribution originaire de l'Yonne.
Elle exploite environ 160 magasins majoritairement présents dans le Nord-Est de la France. Elle est présente depuis 2001 en Pologne, depuis 2016 au Tadjikistan, et depuis 2021 en Ouzbékistan. Elle était un partenaire d'Auchan Holding de 1996 à 2025, avant de rejoindre Coopérative U en mars 2025.

## Historique
Schiever est une entreprise familiale qui a vu le jour en 1871 quand Euphémie Schiever fonde une entreprise de négoce de vins et spiritueux à Avallon, dans l'Yonne. Elle est encore dirigée en 2025 par Vincent Picq époux de l'arrière petite fille d'Euphémie. À partir de 1900, elle devient un grossiste alimentaire. En 1969, elle ouvre son premier supermarché à Semur-en-Auxois.
En 1988, elle crée son entrepôt à température dirigée à Vassy. Cet entrepôt de 12 000 m2 permet de stocker les produits ultra frais, les surgelés et les fruits et légumes. En 1994, elle ouvre son premier hypermarché sous l’enseigne Mammouth à Avallon. La même année, elle crée et exploite son premier magasin de bricolage sous l’enseigne Maxibrico.
En septembre 1996, Auchan devient propriétaire de près de 99 % des actions de la centrale d’achat Docks de France à la suite d'une offre publique d'achat lancée quelques mois plus tôt. En octobre, Auchan annonce que les hypermarchés Mammouth de plus de 6 000 m2 prendront l'enseigne Auchan à partir du printemps suivant. L’hypermarché Mammouth d’Avallon change d’enseigne le 28 avril 1998 pour devenir un hypermarché Auchan.
Schiever s’engage en 1996 auprès des éleveurs et groupements d’éleveurs de viande bovine de Bourgogne-Franche-Comté afin de proposer une viande bovine de Bourgogne Franche-Comté dans les supermarchés Atac et Maximarché, c'est la naissance de la 1re filière qualité viande bovine.
En 2001, elle s’internationalise en ouvrant un hypermarché en Pologne à Zielona Góra[réf. nécessaire]. En 2002 un deuxième hypermarché est ouvert en Pologne puis un troisième en 2004 et un quatrième en 2007.
À la suite d'un partenariat entre Schiever et le groupe Adeo conclu un an plus tôt, en 2007, la trentaine de magasins de bricolage Maxibrico changent d’enseigne et deviennent Weldom.
En 2010, Schiever construit un atelier centralisé de boucherie. L'année suivante Schiever ouvre son 1er magasin Bricoman à Tavaux (Jura)[réf. nécessaire].
Elle ouvre le centre commercial « Porte de Bourgogne » en 2012 à Sens. Il est composé d’un hypermarché Auchan de 9 100 m2, d’une galerie commerciale d’une trentaine de boutiques et d’une zone commerciale.
En 2013, Schiever ouvre son 1er supermarché avec l’enseigne Bi1 (nom d’enseigne appartenant à Schiever) à Veigy-Foncenex (Haute-Savoie),.
En septembre 2014, Schiever ouvre sa nouvelle enseigne de peinture/décoration Hôli. Ce magasin basé à Auxerre (Yonne) s’adresse aux professionnels et aux particuliers,. En décembre 2014, Schiever a ouvert son 8e supermarché Bi1 à Aillant-sur-Tholon.
Depuis le 3 novembre 2014, l’ensemble des supermarchés du groupe Schiever (ATAC, bi1 et Maximarché) soit 115 magasins ont arrêté de commercialiser des œufs de poules élevées en cage. Cette mesure vient renforcer la volonté de Schiever qui depuis bientôt 20 ans, intègre la notion de bien-être animal dans ses relations avec les éleveurs.
En 2015 ouverture d'un magasin Kiabi en Pologne.
Fin mai 2015, Prixbas Mulhouse est redevenu Auchan sous le système Schiever.
Schiever ouvre le premier hypermarché « Auchan City » à Douchanbé, la capitale du Tadjikistan le 21 juin 2016,.
Le 20 mars 2017 Schiever arrête la commercialisation de la viande de lapins élevés en cage au rayon boucherie traditionnelle et le 11 avril 2018 l'entreprise ouvre son treizième hypermarché Auchan à Farébersviller en Moselle.
En 2021, elle ouvre des supérettes bi1 en Ouzbékistan.
Le 6 mars 2024 Schiever annonce la fin, après 27 ans, de sa collaboration avec Auchan et son adhésion à la coopérative Coopérative U à partir de 2025 ,. Ses hypermarchés Auchan seront remplacés par Hyper U et ses supermarchés Bi1 seront remplacés par Super U en mars 2025.

## Implantation
En 2024, le groupe est présent dans 4 pays .
- France : Auchan, bi1, Maximarché, Proximarché, Weldom, Bricoman, Schiever Déco, Hôli, Intersport, Blackstore, Intersport Outlet, L’atelier.
- Pologne : Auchan et bi1
- Tadjikistan : Auchan et bi1
- Ouzbékistan : bi1

En 2024, le groupe Schiever compte : 
- 250 magasins sous enseigne
- 37 magasins de bricolage
- 4 restaurants
- 6 magasins de textile
- 4 entrepôts logistiques

## Organisation

### Effectifs
En 2023, le groupe Schiever emploie :
- 7 100 collaborateurs dont 5 480 en France
- 1 300 en Pologne
- 320 au Tadjikistan